# Kulundské jezero
Kulundské jezero (rusky Кулундинское озеро) je hořkoslané jezero na hranici Kulundské stepi v Altajském kraji v Rusku. Má rozlohu 728 km² (včetně jezera Kučuk – 800 km²). Leží v nadmořské výšce 98 m. Maximální hloubku má 4 m.

## Pobřeží
Na severu a západě jsou břehy příkré, na východě mírně skloněné. Ve východní části jezera je mnoho ostrovů.

## Vodní režim
Zdroj vody je sněhový. V zimě hladina nezamrzá. Do jezera ústí řeky Kulunda a Suetka. Kulundské jezero je spojené průtokem s jezerem Kučuk.

## Vlastnosti vody
Voda v jezeře obsahuje zásoby glauberovy soli.